# René Röder
René Röder (* 15. Mai 1962 in Köthen (Anhalt)) ist ein ehemaliger deutscher Fußballspieler im Mittelfeld. Er spielte für die BSG Energie Cottbus in der DDR-Oberliga.

## Karriere
Röder spielte in seiner Jugend von 1966 bis 1975 bei der BSG Motor Gröbzig, 1975 für ein paar Monate bei der BSG Aktivist Brieske-Senftenberg und anschließend in den Jugendmannschaften der BSG Energie Cottbus. Dort gelang ihm der Sprung in die Reservemannschaft, für die er in der Bezirksliga spielte. Sein Debüt in der ersten Herrenmannschaft feierte Röder beim 4:1-Sieg gegen den FSV Lok Dresden am 29. März 1981. In der Saison 1980/81 stand er noch vier weitere Male in der Startelf. Insgesamt gelangen ihm zwei Tore. Nach dem Aufstieg in die erstklassige Oberliga kam er am 22. August 1981 gegen Rot-Weiß Erfurt zu seinem ersten und einzigen Oberliga-Spiel. Es endete mit einer 0:5-Niederlage. In dieser Spielzeit spielte Röder meist für die Reservemannschaft, für die er in 18 Partien sechs Tore schoss. Nach fünf Einsätzen und einem Tor in der DDR-Liga 1983/84 wechselte Röder für ein Jahr zur SG Dynamo Cottbus, bevor er sich 1985 wieder der BSG Energie Cottbus anschloss. Für Energie absolvierte er noch 16 Partien. 1986 ging er zur BSG Chemie Guben und 1987 zur BSG Stahl Eisenhüttenstadt. 1987/88 avancierte Röder zur Stammkraft für Stahl Eisenhüttenstadt in der DDR-Liga. In 31 Spielen gelangen ihm sechs Treffer. In der Folgesaison stand er bis Ende 1988 noch elf Mal auf dem Platz. Anschließend ging Röder im Sommer 1989 wieder zurück zum DDR-Ligisten Chemie Guben und schoss dort in 14 Spielen drei Tore. 1992 spielte er noch einmal für ein Jahr bei den Amateuren des FC Energie Cottbus und von 1996 bis zu seinem Karriereende 2000 beim SV Dissenchen 04.